# Rumba Samba Mambo
Rumba Samba Mambo o RSM es una canción del grupo de electro-pop español español Loco Mía. Fue escrito por C.S. Twerdy, Cheni Navarro y Loco Mía. 
Fue el tercer sencillo de su disco debut Taiyo, publicado a finales de febrero de 1990. La Mezcla original de la canción estuvo a cargo de Cheni Navarro y Pedro Vidal. El Maxi single tiene un arte de tapa diseñado con una sesión de fotografía a cargo del retratista español Pablo Pérez-Mínguez, conocido como el fotógrafo de la movida madrileña de los 80s. La sesión de fotos fue realizada en el teatro discoteca Joy Eslava, cedido por Pedro Trapote, según figura en los créditos de la contraportada. El diseño del vestuario está a cargo de Xavier Font, creador del concepto Loco Mía.

## Sobre el tercer single
El 23 de febrero de 1990 es presentada en Televisión Española por Concha Velasco en. viva el espectáculo: 23 febrero 1990. « Esta noche vamos a estrenar, aquí.. en Viva el Espectáculo,  un nuevo baile. Esperamos que se haga tan famoso como el tango, como el pasodoble o como la lambada. Este baile se llama Rumba Mambo Samba. Vamos a fijarnos bien eh? y aprenderlo.. porque lo traen.. Loco Mía!»
Un mes más tarde, el 30 de marzo, vuelve a presentarlos en su programa, Concha Velasco. Viva el espectáculo: 30 marzo 1990. «Loco Mía.. yo no se, porque ya sabéis que yo no veo muy bien, pero esta noche me parece que sois más porque vais a ser menos.» dice la conductora, sorprendiendo al público presente. Allí se informa la novedad de la salida de Xavier Font de la agrupación musical y su reemplazo con Francesc Picas, ya que esta próximo a inaugurar Santuario Locomia, un bar boutique, donde se puede adquirir los diseños barrocos que luce el cuarteto. 
Con la formación de Francesc Picas, Juan Antonio Fuentes, Carlos Armas y Manuel Arjona, el día 25 de abril, durante la inauguración de Santuario Locomia, se presenta RSM como tercer sencillo. A ese día y lugar pertenece la sesión de fotos que será usada para la portada alternativa que se edita con el maxi-single que se publicó en México, Francia, Holanda y, 2 años más tarde, en USA.
Entre el 2 y el 7 de mayo de ese año en París graban las sesiones de video, en los estudios de EMI, de las que existen dos versiones que pueden verse en la plataforma YouTube: La versión corta de 3:17 y la versión larga de 6:00.
Y será con esta formación y en medio de la promoción de este single que Loco Mía llegara a tierras sudamericanas. Será una de las canciones que forma parte de aquellas que interpretan en la quinta Vergara, en el año 1992 durante la edición del XXXIII Festival Internacional de la Canción de Viña del Mar, presentándose los días jueves 13 y sábado 15 de febrero.
En la actualidad RSM es la segunda canción más escuchada en la plataforma de música digital Spotify. Con más de 3 millones de reproducciones, siendo solamente superado por el primer sencillo que da nombre al cuarteto. 

## Lista de canciones y ediciones[5]
Los diferentes formatos en los que salió publicado este sencillo:
- Maxi Single Vinilo 12'' 45RPM: RSM (Rumba Samba Mambo) - Sello: Hispavox - País: España

| Cara A |                                                             |                                     |          |  |
| N.º    | Título                                                      | Compositores                        | Duración |  |
| 1.     | «R S M (Rumba Samba Mambo) (Versión Maxi)» ((Versión Maxi)) | C.S. Twerdy, Cheni Navarro, Locomia | 6:15     |  |

- Single Vinilo 7" 45RPM: RSM (Rumba Samba Mambo) - Sello: Hispavox - País: España

| Cara A |                                             |                                     |          |  |
| N.º    | Título                                      | Compositores                        | Duración |  |
| 1.     | «R S M (Rumba Samba Mambo) (Versión Corta)» | C.S. Twerdy, Cheni Navarro, Locomia | 4:05     |  |

| Cara B |                                             |                                     |          |  |
| N.º    | Título                                      | Compositores                        | Duración |  |
| 1.     | «R S M (Rumba Samba Mambo) (Versión Corta)» | C.S. Twerdy, Cheni Navarro, Locomia | 4:05     |  |

- Maxi Single Vinilo 12'' 45RPM:: RSM (Rumba Samba Mambo) - Sello: EMI - País: Holanda

| Cara A | |                                     |          |  |
| N.º    | Título | Compositores                        | Duración |  |
| 1.     | «Rumba, Samba, Mambo (UK Remix) (Dub Version)» (Remix – Steve Spiro* Written By – C.S. Twerdy, Cheni Navarro, Loco Mia) | C.S. Twerdy, Cheni Navarro, Locomia | 7:18     |  |
| 2.     | «Rumba, Samba, Mambo (Gipsy Mix)»                                                                                       | C.S. Twerdy, Cheni Navarro, Locomia | 4:14     |  |

| Cara B |                                                                    |                                                               |          |  |
| N.º    | Título                                                             | Compositor                                                    | Duración |  |
| 1.     | «Rumba, Samba, Mambo (Radio Edit)» (Edited By – Adriaan Van Noord) | C.S. Twerdy, Cheni Navarro, Locomia                           | 3:20     |  |
| 2.     | «Loco Mia (UK Remix)» (Remix – Danny Rampling)                     | C.S. Twerdy, Cheni Navarro, Locomia, B. Whittier, Pedro Vidal | 6:05     |  |

- Single Vinilo 7" 45RPM: RSM (Rumba Samba Mambo) - Sello: EMI - País: Holanda

| Cara A |                                                                  |                                     |          |  |
| N.º    | Título                                                           | Compositores                        | Duración |  |
| 1.     | «Rumba Samba Mambo - Radio Edit» (Edited By – Adriaan Van Noord) | C.S. Twerdy, Cheni Navarro, Locomia | 3:20     |  |

| Cara B |                                 |                                     |          |  |
| N.º    | Título                          | Compositores                        | Duración |  |
| 1.     | «Rumba Samba Mambo - Gipsy Mix» | C.S. Twerdy, Cheni Navarro, Locomia | 4:14     |  |

- Maxi Single CD: RSM (Rumba Samba Mambo) - Sello: EMI - País: Holanda

| Cara A |                                                                    |                                     |          |  |
| N.º    | Título                                                             | Compositores                        | Duración |  |
| 1.     | «Rumba Samba Mambo (Radio Edit)»                                   | C.S. Twerdy, Cheni Navarro, Locomia | 3:20     |  |
| 2.     | «Rumba Samba Mambo (UK Remix) (Dub Version)» (Remix – Steve Spiro) | C.S. Twerdy, Cheni Navarro, Locomia | 7:15     |  |

| Cara B |                                                                    |                                                               |          |  |
| N.º    | Título                                                             | Compositor                                                    | Duración |  |
| 1.     | «Rumba, Samba, Mambo (Radio Edit)» (Edited By – Adriaan Van Noord) | C.S. Twerdy, Cheni Navarro, Locomia                           | 3:20     |  |
| 2.     | «Loco Mia (UK Remix)» (Remix – Danny Rampling)                     | C.S. Twerdy, Cheni Navarro, Locomia, B. Whittier, Pedro Vidal | 4:30     |  |

- Maxi Single Vinilo 12'' 45RPM:: RSM (Rumba Samba Mambo) - Sello: Parlophone - País: Reino Unido

| Cara A |                                                                          |                                     |          |  |
| N.º    | Título                                                                   | Compositores                        | Duración |  |
| 1.     | «Rumba, Samba, Mambo Remix – Four To The Floor» (Recorder [Re-Recorded]) | C.S. Twerdy, Cheni Navarro, Locomia | 7:14     |  |

| Cara B |                                                                                      |                                     |          |  |
| N.º    | Título                                                                               | Compositor                          | Duración |  |
| 1.     | «Loco Mia (The Danny Rampling Remix)» (Engineer: Marco Perry remix – Danny Rampling) | C.S. Twerdy, Cheni Navarro, Locomia | 6:41     |  |

- Maxi Single Vinilo 12'' 45RPM:: RSM (Rumba Samba Mambo) - Sello: Emi - País: Italia

| Cara A |                                              |                                     |          |  |
| N.º    | Título                                       | Compositores                        | Duración |  |
| 1.     | «Rumba Samba Mambo (UK Remix) (Dub Version)» | C.S. Twerdy, Cheni Navarro, Locomia | 7:18     |  |
| 2.     | «Rumba Samba Mambo (Gipsy Mix)»              | C.S. Twerdy, Cheni Navarro, Locomia | 4:14     |  |

| Cara B |                                  |                                     |          |  |
| N.º    | Título                           | Compositores                        | Duración |  |
| 1.     | «Rumba Samba Mambo (Radio Edit)» | C.S. Twerdy, Cheni Navarro, Locomia | 3:20     |  |
| 2.     | «Loco Mia (UK Remix)»            | C.S. Twerdy, Cheni Navarro, Locomia | 6:05     |  |

- Single Vinilo 7" 45RPM: RSM (Rumba Samba Mambo) - Sello: Emi - País: Italia

| Cara A |                                                                  |                                     |          |  |
| N.º    | Título                                                           | Compositores                        | Duración |  |
| 1.     | «Rumba Samba Mambo - Radio Edit» (Edited By – Adriaan Van Noord) | C.S. Twerdy, Cheni Navarro, Locomia | 3:20     |  |

| Cara B |                                 |                                     |          |  |
| N.º    | Título                          | Compositores                        | Duración |  |
| 1.     | «Rumba Samba Mambo - Gipsy Mix» | C.S. Twerdy, Cheni Navarro, Locomia | 4:14     |  |

- Single Vinilo 7" 45RPM: RSM (Rumba Samba Mambo) - Sello: EMI - País: Francia

| Cara A |                                                                  |                                     |          |  |
| N.º    | Título                                                           | Compositores                        | Duración |  |
| 1.     | «Rumba Samba Mambo - Radio Edit» (Edited By – Adriaan Van Noord) | C.S. Twerdy, Cheni Navarro, Locomia | 3:20     |  |

| Cara B |                                 |                                     |          |  |
| N.º    | Título                          | Compositores                        | Duración |  |
| 1.     | «Rumba Samba Mambo - Gipsy Mix» | C.S. Twerdy, Cheni Navarro, Locomia | 4:14     |  |

- Maxi Single Vinilo 12'' 45RPM:: RSM (Rumba Samba Mambo) - Sello: EMI - País: Argentina

| Cara A |                                    |                                     |          |  |
| N.º    | Título                             | Compositores                        | Duración |  |
| 1.     | «Rumba Samba Mambo (Version Maxi)» | C.S. Twerdy, Cheni Navarro, Locomia | 6:15     |  |

| Cara B |                                     |                                                               |          |  |
| N.º    | Título                              | Compositor                                                    | Duración |  |
| 1.     | «Rumba Samba Mambo (Version Gipsy)» | C.S. Twerdy, Cheni Navarro, Locomia                           | 4:14     |  |
| 2.     | «Rumba Samba Mambo (Version Corta)» | C.S. Twerdy, Cheni Navarro, Locomia, B. Whittier, Pedro Vidal | 4:05     |  |

- Maxi Single Cassette: RSM (Rumba Samba Mambo) - Sello: EMI - País: Argentina

| Cara A |                                    |                                     |          |  |
| N.º    | Título                             | Compositores                        | Duración |  |
| 1.     | «Rumba Samba Mambo (Versión Maxi)» | C.S. Twerdy, Cheni Navarro, Locomia | 6:15     |  |

| Cara B |                                     |                                                               |          |  |
| N.º    | Título                              | Compositor                                                    | Duración |  |
| 1.     | «Rumba Samba Mambo (Versión Gipsy)» | C.S. Twerdy, Cheni Navarro, Locomia                           | 4:14     |  |
| 2.     | «Rumba Samba Mambo (Versión Corta)» | C.S. Twerdy, Cheni Navarro, Locomia, B. Whittier, Pedro Vidal | 4:05     |  |

Nota: Discogs destaca que la versión Maxi-single en cassette solo se edita en Argentina.
- Single Vinilo 7" 45RPM: RSM (Rumba Samba Mambo) - Sello: EMI - País: Colombia

| Cara A |        |                                     |          |  |
| N.º    | Título | Compositores                        | Duración |  |
| 1.     | «RSM»  | C.S. Twerdy, Cheni Navarro, Locomia | 6:05     |  |

| Cara B |               |                                                    |          |  |
| N.º    | Título        | Compositor                                         | Duración |  |
| 1.     | «Taiyo "Sol"» | Ricardo Llorca, J.M. Navarro, Pedro Vidal, Locomia | 5:30     |  |

- Single Vinilo 7" 45RPM: RSM (Rumba Samba Mambo) - Sello: EMI - País: México

| Cara A |                                                                  |                                     |          |  |
| N.º    | Título                                                           | Compositores                        | Duración |  |
| 1.     | «Rumba Samba Mambo - Radio Edit» (Edited By – Adriaan Van Noord) | C.S. Twerdy, Cheni Navarro, Locomia | 3:20     |  |

| Cara B |                     |                                     |          |  |
| N.º    | Título              | Compositores                        | Duración |  |
| 1.     | «Rumba Samba Mambo» | C.S. Twerdy, Cheni Navarro, Locomia | 6:05     |  |

- Maxi Single Vinilo 12'' 45RPM:: RSM (Rumba Samba Mambo) - Sello: Sony - País: USA

| Cara A |                                     |                                     |          |  |
| N.º    | Título                              | Compositores                        | Duración |  |
| 1.     | «Rumba Samba Mambo (Radio Version)» | C.S. Twerdy, Cheni Navarro, Locomia | 3:55     |  |
| 2.     | «Rumba, Samba, Mambo (Gipsy Mix)»   | C.S. Twerdy, Cheni Navarro, Locomia | 4:14     |  |

| Cara B |                                    |                                     |          |  |
| N.º    | Título                             | Compositor                          | Duración |  |
| 1.     | «Rumba Samba Mambo (Maxi Version)» | C.S. Twerdy, Cheni Navarro, Locomia | 6:05     |  |

- Single Vinilo 7" 45RPM: RSM (Rumba Samba Mambo) - Sello: Sony - País: USA

| Cara A |                                                     |                                     |          |  |
| N.º    | Título                                              | Compositores                        | Duración |  |
| 1.     | «Rumba Samba Mambo» (Edited By – Adriaan Van Noord) | C.S. Twerdy, Cheni Navarro, Locomia | 6:05     |  |

| Cara A |                     |                                     |          |  |
| N.º    | Título              | Compositores                        | Duración |  |
| 1.     | «Rumba Samba Mambo» | C.S. Twerdy, Cheni Navarro, Locomia | 6:05     |  |

Nota: Discogs.com destaca que la versión Single Vinilo 7'' 45 RPM editado como Promo en USA tiene doble cara A.
Créditos de la contraportada del maxi-single:
- Producción: FTI Music, S.A.
- Dirección y arreglos: C.S. Twerdy, Pedro Vidal (pistas: P. Vidal)
- Edición Digital: Miguel Ángel Cubero por cortesía de Polymúsica
- Mezclado en: DAT Fostex D-20
- Fotos: Pablo Pérez-Mínguez
- Diseño de vestuario: Javier Font